# Токовая отсечка
То́ковая отсе́чка — вид релейной защиты, действие которой связано с повышением значения силы тока на защищаемом участке электрической сети.

## Применение
Электрический ток, протекающий в электрической сети, вызывает нагрев её элементов. При проектировании все элементы электрической цепи выбирают так, чтобы они могли сколь угодно долго выдерживать действие тока в нормальном режиме. Однако, в случае короткого замыкания значение силы тока в сети значительно возрастает, что может привести к разрушениям элементов, возгораниям и другим серьёзным последствиям. Кроме того, с возрастанием силы тока увеличиваются электродинамические силы, воздействующие на элементы цепи, что так же может привести к их разрушениям. Изготовлять элементы электрических цепей такими, чтобы они могли долго выдерживать токи короткого замыкания, нецелесообразно с экономической точки зрения. Скорость, с которой возрастает значение электрического тока в повреждённой цепи, такова, что человек не может успеть среагировать должным образом и вмешаться. В связи с этим, практически повсеместно для защиты электрических сетей используется автоматическая защита от коротких замыканий. Одной из основных является токовая отсечка.

## Принцип действия

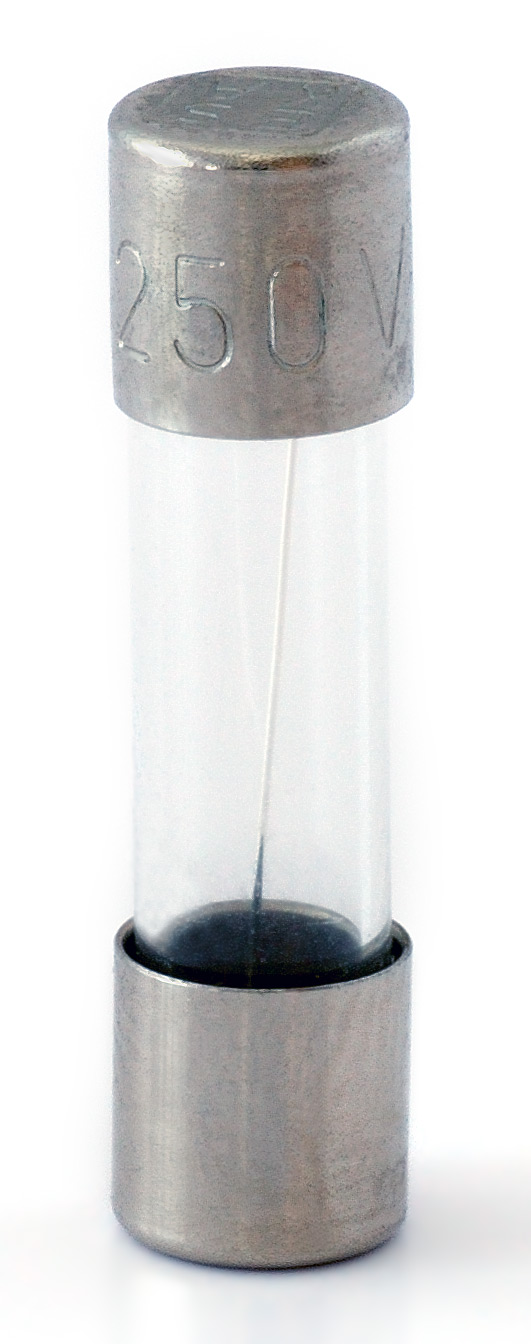
Предохранитель с плавкой вставкой

Устройства данной защиты контролируют величину силы тока на защищаемом участке. В случае увеличения силы тока выше определённого значения защита срабатывает на отключение этого участка.
Значение величины силы тока, при котором срабатывает защита, называется уставка.
Уставку обычно выбирают таким образом, чтобы цепь обесточилась быстрее, чем в ней произойдут какие-либо разрушения.
Реализуют токовую отсечку разными способами. Чаще всего для отключения применяют электромагнитные реле тока, в которых под воздействием электромагнитной силы замыкаются контакты, выдавая сигнал на отключение выключателя защищаемого элемента. По тому же принципу действуют различные автоматические выключатели. Температура, повышающаяся за счет электрического тока, является воздействующей величиной для других защитных электрических аппаратов — предохранителей. При достижении определённого значения температуры плавкая вставка в предохранителе разрушается, обрывая электрическую цепь.

## Особенности
Величина электрического тока, протекающего через цепь во время короткого замыкания, зависит от того, в каком месте это замыкание произошло. Чем это место ближе к источнику тока, тем больше величина силы тока. Это свойство позволяет обеспечивать данной защитой требование селективности.[стиль] Для того, чтобы защита срабатывала непосредственно на том участке, на котором она установлена, её уставку принимают большей, чем значение силы тока короткого замыкания вне защищаемого участка. В этом случае защита не сработает, если короткое замыкание произойдёт вне защищаемого участка. Благодаря этому, токовую отсечку называют защитой с абсолютной селективностью.
В отдельных случаях токовая отсечка может быть выполнена неселективной. В этом случае она защищает не отдельный участок линии, а всю линию целиком. Выполнение такой защиты оправдано тем, что сразу после её действия начинает работать устройство автоматического повторного включения (АПВ). Если АПВ оказывается неуспешным, то линия остаётся отключенной до выяснения причин и устранения повреждения. АПВ не применяется на кабельных линиях и на защитах двигателей и трансформаторов и используется исключительно на воздушных линиях, как защита от кратковременных замыканий из-за схлёста проводов.

## Разновидности токовых отсечек
Токовые отсечки подразделяются по величине выдержки времени срабатывания:
- мгновенные токовые отсечки (отсечки без выдержки времени),
- отсечки с выдержкой времени,

Время действия мгновенной токовой отсечки определяется собственным временем срабатывания пускового элемента (токовое реле), промежуточных элементов (промежуточных реле, подающих сигнал отключения непосредственно на расцепитель выключателя). Обычно время срабатывания мгновенной отсечки составляет 0,04—0,06 с. Отсечки с выдержкой времени имеют время срабатывания 0,25-0,6 с, для чего специально вводится элемент выдержки времени. Автоматические выключатели с наличием функции отсечки с выдержкой времени называются селективными автоматическими выключателями.
Применение мгновенной токовой отсечки в сочетании с отсечкой с выдержкой по времени позволяет выполнять защиту линий с минимальным временем и селективно (здесь селективность выполняется аналогично принципу максимально токовой защиты: по времени). Если же выдержка времени токовой защиты составляет более 0,6 с, то такие защиты относят уже к максимально токовым защитам (МТЗ).